# Славов Леонард Стефанович
Леона́рд Стефа́нович Сла́вов (нар. 25 лютого 1931 — пом. 15 лютого 2020) — український художник та скульптор, член Національної спілки художників України, Заслужений художник України.

## Біографія
Славов Леонард Стефанович народився 25 лютого 1931 року в місті Бердичеві, Житомирської область. Леонард Стефанович успішно навчався і блискуче закінчив краще в колишньому Союзі Радянських Соціалістичних Республік Одеське державне художнє училище імені М. Б. Грекова (1959). Педагогом з фаху був Федір Федорович Чувакін — випускник Інституту живопису, скульптури й архітектури імені І. Ю. Рєпіна Академії мистецтв СРСР (1949).

## Творчість
У Леонарда Славова завжди була велика потреба працювати, торкатися різних тем життя у скульптурі та відображати на полотні те, що зачіпає творчу душу. Щира і діяльна натура Леонарда Стефановича не обмежується створенням творів мистецтва. Багато років він був щедрим учителем і делікатним наставником художньої студії МГО (молодіжної громадської організації) «Арт-Село», який невпинно навчав, направляв, підтримував і надихав своїх учнів, не тільки дітлахів, а й дорослих.
Твори Леонарда Стефановича відомі далеко за межами України. Їх можна зустріти у приватних колекціях в Росії, Сполучених Штатах Америки, Німеччині, Ізраїлі, Іспанії.
Основна творчість Леонарда Славова:
- скульптури - "Пам’ять" (1989), "Кобзар", "Полковник міліції Виговський" (1987), "Древлянка", "Пам’ятний знак", "Хвиля", "Соняшники", "Феміда", "Бандуристка" (1988), "Валентина", "Хмаринка". Скульптура "Хмаринка" розташована в Ботанічному саду Житомирського національного агроекологічного університету.
- картини - "Світанок на вулиці космонавтів", "Оленка", "Марія", "Річка Кам'янка" та "Софія".
- виставки - "У стилі романсу", "Цілюща сила творчої душі", "Відчуття прекрасного", "Кольори долі", "Душі прийшло пробудження", "Світ батька й доньки".

## Сім'я
Донька - Славова (Гузенко) Олена Леонардівна, житомирська художниця, член Національної спілки художників України, викладачка приватної дитячої художньої школи, засновниця та директорка молодіжної громадської організації "АРТ-Село". Учасниця багатьох всеукраїнських, обласних та закордонних виставок.
Помер Славов Леонард Стефанович 15 лютого 2020 року в місті Житомирі.

## Відзнаки
Член Національної спілки художників України (1990)
Заслужений художник України.